# The Seed
The Seed là một bộ phim ngắn năm 2006 với sự tham gia của Will Yun Lee và Peter Mensah, do Joe Hahn của Linkin Park và Ken Mercado sản xuất và đạo diễn.
Phim được công chiếu lần đầu tại Liên hoan phim Quốc tế Busan năm 2006.

## Tóm lược
The Seed kể về những sự kiện xung quanh một cựu chiến binh vô gia cư tên là Ken Mercado, do Will Yun Lee thể hiện. Sống dọc theo bờ sông Los Angeles, anh ta bị tấn công bởi những người đàn ông đeo mặt nạ trong xe màu đen, không nhìn thấy bằng mắt. Đối với bất kỳ người qua đường nào, Mercado dường như mắc một chứng bệnh tâm thần nào đó, nhưng khi anh ta bị truy đuổi khắp thành phố, khán giả nhận ra rằng anh ta thực tế không bị hoang tưởng, mà là nạn nhân của một âm mưu của chính phủ. Những kẻ thù của Ken đối với anh ấy có thể nhìn thấy được, nhưng đối với khán giả thì chỉ nhìn thấy một vài lần. Cuối phim, một con tàu của người ngoài hành tinh có thể nhìn thấy trên bầu trời.

## Phát hành
The Seed được công chiếu lần đầu tại Liên hoan phim Quốc tế Busan vào năm 2006. Nó cũng được chiếu tại Liên hoan phim Festivus ở Denver, Colorado, nơi nó đoạt giải "Phim ngắn hay nhất" năm 2008. Seed đã được trao giải "Quay phim xuất sắc" tại Liên hoan phim Veneration năm 2007 ở Newport. Cuối năm 2008, The Seed được tham gia tại nhiều liên hoan khác nhau bao gồm Liên hoan phim Vịnh Swansea ở Anh, Liên hoan phim Người Mỹ gốc Á quốc tế San Francisco, Liên hoan phim Beverly Hills, Liên hoan phim Malibu, và  Liên hoan phim Los Angeles United.

## Nhạc nền
Nhạc nền cho The Seed có ba bài hát. Một trong số đó là "There They Go" của Fort Minor (bài hát nguyên gốc từ album đầu tay của họ, The Rising Tied) được phát trong phần danh đề, và hai bản còn lại không có tiêu đề được phát trong các cảnh chiến đấu.